# یواس‌اس فرپلیی (۱۸۵۹)
یواس‌اس فرپلیی (۱۸۵۹) (به انگلیسی: USS Fairplay (1859)) یک کشتی بود. این کشتی در سال ۱۸۶۲ ساخته شد.